# Joel Feinberg
 Joel Feinberg (Detroit, 19 de outubro de 1926 — Tucson, 29 de março de 2004) foi um filósofo política e jurídico norte-americano. Ele é conhecido por seu trabalho nas áreas de ética, teoria da ação, filosofia do direito e filosofia política, assim como como nos direitos individuais e na autoridade do Estado. Foi uma das figuras mais influentes da jurisprudência norte-americana dos últimos cinquenta anos.

## Educação e carreira
Feinberg estudou na Universidade de Michigan, escrevendo sua dissertação sobre filosofia do professor de Harvard Ralph Barton Perry sob a supervisão de Charles Stevenson. Lecionou na Universidade Brown, na Universidade de Princeton, na UCLA e na Universidade Rockefeller, e, a partir de 1977, na Universidade do Arizona, onde se aposentou em 1994 como Professor de Filosofia e Direito. Feinberg distinguiu-se internacionalmente por suas pesquisas em filosofia moral, social e jurídica. Sua principal obra em quatro volumes, Os Limites Morais do Direito Penal, foi publicada entre 1984 e 1988. Feinberg recebeu muitas bolsas importantes durante sua carreira e lecionou a convite em universidades de todo o mundo. Ele era um professor estimado e muito bem-sucedido, e muitos de seus alunos são agora acadêmicos e professores proeminentes em universidades nos Estados Unidos. Seus ex-alunos incluem Jules Coleman , Russ Shafer-Landau e Clark Wolf.

## Trabalho filosófico

#### Os limites morais do Direito Penal
A contribuição mais importante de Feinberg para a filosofia jurídica é seu livro de quatro volumes, "Os Limites Morais do Direito Penal" (1984-1988), uma obra que é frequentemente caracterizada como "professoral". O objetivo de Feinberg no livro é responder à pergunta: Que tipos de conduta o Estado pode legitimamente tornar criminosas? John Stuart Mill , em On Liberty (1859), dá uma resposta firmemente liberal, de que o único tipo de conduta que o Estado pode criminalizar corretamente é a conduta que causa danos a outros. Embora Feinberg, que leu e releu o texto clássico de Mill muitas vezes,  compartilhasse das tendências liberais de Mill, ele postulou que os liberais podem e devem admitir que certos tipos de conduta não prejudicial, mas profundamente ofensiva, também podem ser adequadamente proibidos por lei. Em Os Limites Morais do Direito Penal, Feinberg procurou desenvolver e defender uma visão amplamente miliana dos limites do poder do Estado sobre o indivíduo. No processo, ele defendeu posições liberais padrão sobre temas como suicídio, obscenidade, pornografia, discurso de ódio e eutanásia. Ele também analisou conceitos imateriais como dano, ofensa, erro, autonomia, responsabilidade, paternalismo, coerção e exploração, admitindo na conclusão do volume final que o liberalismo pode não ser totalmente defensável  e que os liberais deveriam admitir  existe são raros os casos em que certos tipos de danos morais e imoralidades inofensivas deveriam ser proibidos.

#### Uma viagem de ônibus
Em Ofensa aos Outros , segundo volume de Os Limites Morais do Direito Penal, Feinberg oferece um dos experimentos mentais mais famosos da filosofia recente: uma série de cenários imaginários que ele chama de "uma viagem de ônibus". Feinberg nos convida a imaginar uma viagem de ônibus em que você, passageiro apressado para um compromisso importante, é confrontado por uma série de atos profundamente ofensivos, mas inofensivos. Alguns dos atos envolvem afrontas aos sentidos (por exemplo, um homem coçando as unhas numa lousa). Outros envolvem atos profundamente repugnantes ou revoltantes (por exemplo, comer vários tipos de coisas nauseantes e repulsivas). Outros ainda envolvem afrontas às nossas sensibilidades religiosas, morais ou patrióticas (por exemplo, atos evidentes de profanação de bandeiras); choques no nosso sentimento de vergonha ou constrangimento (como atos de sexo em público); e uma ampla gama de condutas ofensivas baseadas no medo, raiva, humilhação, tédio ou frustração. O experimento mental foi projetado para testar os limites de nossa tolerância a formas de comportamento inofensivas, mas profundamente ofensivas. Mais precisamente, levanta a questão “se existem experiências humanas que são inofensivas em si mesmas, mas tão desagradáveis que possamos legitimamente exigir-lhes protecção legal, mesmo à custa das liberdades de outras pessoas”.  Feinberg argumenta que mesmo os liberais de tendência esquerdista e altamente tolerantes devem reconhecer que algumas formas de conduta inofensiva, mas profundamente ofensiva, podem ser devidamente criminalizadas.

### "Egoísmo Psicológico"
Num artigo preparado em 1958 para benefício dos estudantes da Universidade Brown, Feinberg procura refutar a teoria filosófica do egoísmo psicológico que na sua opinião é falaciosa. Até onde ele sabe, existem quatro argumentos principais a favor disso:
1. "Cada ação minha é motivada por motivos, desejos ou impulsos que são meus motivos e não os de outra pessoa."[9]
2. "[Quando] uma pessoa consegue o que deseja, ela caracteristicamente sente prazer."[10]
3. “Muitas vezes nos enganamos pensando que desejamos algo bom ou nobre quando o que realmente queremos é ser bem tidos pelos outros ou poder nos parabenizar, ou poder desfrutar dos prazeres de uma boa consciência [.. .]. Na verdade, é uma questão simples explicar todos os motivos supostamente altruístas [....]".[11] Ele cita Lucius F..C. Garvin neste sentido: "Uma vez que a convicção de que o egoísmo é universal encontra raízes na mente de uma pessoa , é muito provável que floresça em mil generalizações corroboradoras. Descobrir-se-á que um sorriso amigável é realmente apenas uma tentativa de obter um aceno de aprovação de um anjo registrador mais ou menos crédulo; que um ato de caridade é, para seu executor, apenas uma oportunidade para se felicitar pela boa sorte ou pela inteligência que lhe permite ser caridoso; que um benefício público é simplesmente uma boa publicidade comercial. Descobrirá que os deuses são adorados apenas porque satisfazem os medos ou gostos egoístas dos homens, ou esperanças; que a “regra de ouro” não é mais do que uma fórmula de sucesso eminentemente sólida; que os códigos sociais e políticos são criados e subscritos apenas porque servem para restringir tanto o egoísmo dos outros homens como o próprio, sendo a moralidade apenas um tipo especial de "raquete" ou intriga que utiliza armas de persuasão em vez de bombas e metralhadoras. Sob esta interpretação da natureza humana, as categorias do comercialismo substituem as do serviço desinteressado e o espírito do comerciante de cavalos paira sobre a face da terra."[12]
4. “Os egoístas psicológicos muitas vezes notam que a educação moral e a inculcação de boas maneiras geralmente utilizam o que Bentham chama de 'sanções de prazer e dor'. As crianças são levadas a adquirir as virtudes civilizatórias apenas pelo método de recompensas atraentes e punições dolorosas. O mesmo se aplica à história da raça. As pessoas em geral têm sido inclinadas a se comportar bem apenas quando lhes fica claro que há é 'algo para eles'. Não é então altamente provável que tal mecanismo de motivação humana como o descrito por Bentham deva ser pressuposto pelos nossos métodos de educação moral?” [13]

Feinberg observa que tais argumentos a favor do egoísmo psicológico raramente são montados com base em provas empíricas quando, sendo psicológicos, deveriam muito bem fazê-lo. Ele chama o argumento inicial de uma tautologia  da qual "nada que diga respeito à natureza dos meus motivos ou ao objetivo dos meus desejos pode resultar [...]. Não é a gênese de uma ação ou a origem de seus motivos o que o torna “egoísta”, mas sim o “propósito” do ato ou o objetivo de seus motivos; não de onde vem o motivo (em ações voluntárias ele sempre vem do agente), mas o que ele visa determina se ou não não, é egoísta."  Igualmente falho na opinião de Feinberg é o segundo argumento. Só porque todo esforço bem-sucedido gera prazer não implica necessariamente que o prazer seja o único objetivo de todo esforço. Ele utiliza a analogia de William James para ilustrar esta falácia: embora um transatlântico consuma sempre carvão nas suas viagens transatlânticas, é pouco provável que o único objectivo destas viagens seja o consumo de carvão.
O terceiro argumento, ao contrário dos dois primeiros, não contém nenhuma falácia formal que Feinberg possa reconhecer. No entanto, ele considera que é pouco provável que uma generalização tão abrangente seja verdadeira. No argumento final, Feinberg vê um paradoxo. A única maneira de alcançar a felicidade, acredita ele, é esquecê-la, mas os egoístas psicológicos sustentam que todo o esforço humano, mesmo aquele que alcança a felicidade, é orientado para a felicidade. Feinberg apresenta um experimento mental em que um personagem chamado Jones é apático em relação a tudo, exceto à busca de sua própria felicidade. Porém, como ele não tem meios para atingir esse fim, "[é] necessária pouca imaginação [...] para ver que o único desejo de Jones está fadado a ser frustrado."  Buscar apenas a felicidade, então, é falhar totalmente em alcançá-la.

### "Os direitos dos animais e das gerações futuras"
Num artigo de 1974, Feinberg aborda a possibilidade de direitos legais para os animais e as gerações futuras. Ele começa analisando os direitos como “reivindicações sobre algo e contra alguém” que são reconhecidos pelas normas jurídicas. Por exemplo, o direito legal de um trabalhador a um salário mínimo é uma reivindicação de uma determinada quantia em dinheiro e contra um empregador. Tendo esclarecido a natureza dos direitos, Feinberg procura responder à questão: Que tipo de entidades podem ter direitos? 
Feinberg adota uma teoria dos direitos de interesse, segundo a qual um direito pode ser obtido por qualquer entidade com interesses. Em termos estereotipados, algum sujeito (S) pode ter algum direito (D) se e somente se D proteger algum interesse de S. Os interesses aqui são definidos como produtos de estados mentais, como desejos, crenças, vontades, planos, impulsos e assim por diante. Por este motivo, ao contrário de outros teóricos que adoptam uma teoria dos direitos da vontade , os animais podem receber direitos legitimamente. A questão, então, é se eles deveriam receber direitos. Por outras palavras, dado que alguma entidade S pode ter algum direito D, será que os interesses que D funciona para proteger moralmente devem ser protegidos? Feinberg argumenta que os nossos deveres morais de senso comum relativos aos animais são, na verdade, deveres para com os animais (ou seja, são deveres pelo bem dos animais e não pelo bem de alguns efeitos indirectos) e, portanto, a justiça exige que os interesses dos animais sejam protegidos por direitos.
Feinberg passa o resto do artigo aplicando sua teoria do interesse a outras entidades, incluindo plantas, espécies, corporações, humanos com deficiência mental grave, humanos mortos, fetos e gerações futuras. Ele argumenta que: 
- As plantas não podem ter direitos, uma vez que não se pode dizer adequadamente que tenham interesses. Poderíamos pensar que afirmações como “A água é boa para uma planta” e “Uma planta precisa de luz solar” implicam a existência de interesses vegetais, mas Feinberg sustenta que isto (e outros erros) se devem a confusões linguísticas. Ele analisa as afirmações de que “X é bom para A” ou que “A precisa de X”, destacando uma ambiguidade entre dois significados possíveis:
  1. X ajuda A a atingir algum objetivo ou a desempenhar alguma função (por exemplo, o petróleo é bom para um carro e uma planta precisa de óleo, apenas no sentido de que o petróleo ajuda um carro a funcionar conforme desejado).
  2. X beneficia A, e a ausência de X prejudica A (por exemplo, a comida é boa para um cachorro e um cachorro precisa de comida).[16]
- Feinberg sustenta que apenas a segunda interpretação faz sentido para as nossas afirmações sobre as plantas, uma vez que benefícios e danos moralmente relevantes requerem estados mentais como desejos, planos, objetivos, sonhos, e assim por diante. Da mesma forma, Feinberg nega a possibilidade de direitos para as espécies como tais, uma vez que não existe nenhuma entidade chamada "a espécie" que possua os estados mentais necessários para interesses legítimos. Isto sugere que quaisquer leis que afectem uma espécie devem basear-se nos interesses dos membros individuais da espécie, nos interesses dos seres humanos (que podem ter alguma preferência estética pela espécie), ou nos interesses das gerações futuras (que podem beneficiar da preservação da espécie). Por outro lado, Feinberg afirma que a noção de direitos para empresas, países e outras entidades semelhantes é inteiramente legítima, uma vez que podemos fundamentá-los nos interesses de pessoas reais que actuam nas suas capacidades oficiais.Os seres humanos com deficiência mental grave podem ou não ser titulares legítimos de direitos, dependendo da gravidade das suas condições. Desde que tenham os estados mentais necessários para a atribuição de interesses legítimos, então poderão ter direitos.[16]
- Os humanos mortos podem não ter direitos, uma vez que não possuem quaisquer capacidades mentais e, portanto, em princípio, carecem das capacidades mentais necessárias para os interesses. Feinberg, portanto, fundamenta quaisquer leis que regulem nossas ações em relação aos mortos (como atos de difamação) em um de dois lugares: (i) elas podem ser baseadas nos interesses dos amigos e familiares sobreviventes da pessoa morta, ou (ii) elas podem ser baseadas nos interesses dos amigos e familiares sobreviventes da pessoa morta, ou (ii) elas pode ser fundamentada nos interesses orientados para o futuro que a pessoa agora morta possuía antes de morrer. Assim, Feinberg sustenta que os interesses podem ser estendidos temporalmente e, portanto, os direitos de alguém ainda podem ser válidos mesmo depois de falecido.[16]
- Da mesma forma, Feinberg argumenta que os interesses podem ser intertemporais na direção inversa. Ou seja, ele sustenta que os seres que ainda não nasceram podem ter direitos fundamentados nos interesses que virão a ter no futuro, uma vez nascidos. É importante, no entanto, que isto restringe a possibilidade dos direitos do feto aos direitos relativos à qualidade de vida, excluindo o direito de nascer , uma vez que (i) os direitos só podem ser concedidos a um feto com base nos interesses que eles virão a ter em o futuro assim que nascerem, e (ii) esses interesses só existem dependendo do nascimento do feto. Assim, o direito de nascer procuraria garantir exatamente aquilo que é necessário para que a noção de direitos se aplique – uma circularidade. Finalmente, Feinberg aborda a possibilidade de direitos para as gerações futuras. Em paridade com o caso dos fetos, a possibilidade de interesses intertemporais pode fundamentar a existência de direitos para as gerações futuras, mesmo que estes ainda não tenham existido.[16]

## Literatura
- FEINBERG, Joel. Razão e Responsabilidade: Leituras em Alguns Problemas Básicos de Filosofia . Cengage Aprendizagem, 1965.
- FEINBERG, Joel. . Fazer e Merecer: Ensaios de Teoria da Responsabilidade . Princeton: Princeton University Press, 1970.
- FEINBERG, Joel. Filosofia Social, Prentice-Hall Inc., 1973.
- FEINBERG, Joel. Os Direitos dos Animais e as Gerações Futuras . Em William Blackstone (ed.), Filosofia e Crise Ambiental . Atenas, Geórgia: University of Georgia Press, 1974.  .
- FEINBERG, Joel. Direitos, Justiça e Limites da Liberdade: Ensaios de Filosofia Social . Princeton: Princeton University Press, 1980.
- FEINBERG, Joel. Os Limites Morais do Direito Penal. Vol. 1, Prejudicar os outros . Nova York: Oxford University Press, 1984.
- FEINBERG, Joel. Os Limites Morais do Direito Penal. Vol. 2, Ofensa a Outros . Nova York: Oxford University Press, 1985.
- FEINBERG, Joel. Os Limites Morais do Direito Penal. Vol. 3, Dano a si mesmo . Nova York: Oxford University Press, 1986.
- FEINBERG, Joel. Os Limites Morais do Direito Penal. Vol. 4, Transgressão Inofensiva . Nova York: Oxford University Press, 1988.
- FEINBERG, Joel. Liberdade e Realização: Ensaios Filosóficos . Princeton: Princeton University Press, 1992.
- FEINBERG, Joel. Problemas nas raízes do direito: ensaios de teoria jurídica e política . Oxford: Oxford University Press, 2003.
- Duncan-Jones, Austin. Butler's Moral Philosophy. London: Penguin, 1952.
- Feinberg, Joel. "Psychological Egoism." In Reason & Responsibility: Readings in Some Basic Problems of Philosophy, edited by Joel
- Feinberg and Russ Shafer-Landau, 520-532. California: Thomson Wadsworth, 2008
- Garvin, Lucius F. C. A Modern Introduction to Ethics. Boston: Houghton Mifflin, 1953.